# Нівіак Корнеліуссен
Нівіак Андреа Йоганна Корнеліуссен (Niviaq Andrea Johanne Korneliussen; нар. 27 січня 1990, Нуук) — гренландська письменниця.

## Біографія
Нівіак Корнеліуссен народилася в Нууку і виросла в Нанорталіку. Вона є другою з трьох дочок адміністратора дитячого садка та школи Єнса Корнеліуссена та секретарки судової влади Арнак Абельсен. НІвіак вивчала соціальні науки в Університеті Гренландії, а потім психологію в Орхуському університеті.
У 2012 році взяла участь у конкурсі новел Allatta! для молодих гренландців, а її твір «Сан-Франциско» було обрано як один із десяти переможців та включено до антології Inuusuttut — nunatsinni nunarsuarmilu / Ung i Grønland — ung i verden.
У 2014 році вийшов її дебютний роман HOMO sapienne про гомосексуальність, кохання й ідентичність у Гренландії. Вона написала книгу за підтримки письменниці Метте Моеструп. На створення книги Нівіак надихнув її власний досвід гомосексуальності. Твір було номіновано на літературну премію «Політика» та літературну премію Північної ради й перекладено багатьма мовами.
У 2020 році вона опублікувала свій другий роман Naasuliardarpi/Blomsterdalen («Квіткова долина»), який розповідає про самогубство в Гренландії. У 2021 році вона отримала літературну премію Північної ради як перша представниця Гренландії.
Вона була представником культурного центру Nordatlantens Brygge з 2015 по 2016 рік і членом правління Північного культурного фонду з 2016 по 2018 рік.
Нівіак Корнеліуссен перебуває у стосунках зі співачкою Ніною Кройцманн Йорґенсон (нар. 1977).

## Твори
- San Francisco (2012)
- Homo Sapienne (2014). ISBN 9788792790446
- Naasuliardarpi (2020). ISBN 9788793941151